# 1. kongres Občanské demokratické strany
1. kongres Občanské demokratické strany se konal 22.–23. listopadu 1991 v Plzni.
Kongres schválil především stanoviska k procesu privatizace československé ekonomiky, k nápravě křivd a třetímu odboji, k zahraniční politice a ke státoprávnímu uspořádání. Schváleny byly též teze volebního programu strany a stanovisko ke koaličnímu jednání s KDS.
Při dovolbě vedení ODS se místopředsedy stali Jiří Kovář a Josef Zieleniec, do výkonné rady byli dovoleni Jiří Stránský, Jindřich Vodička a další.